# Tartus

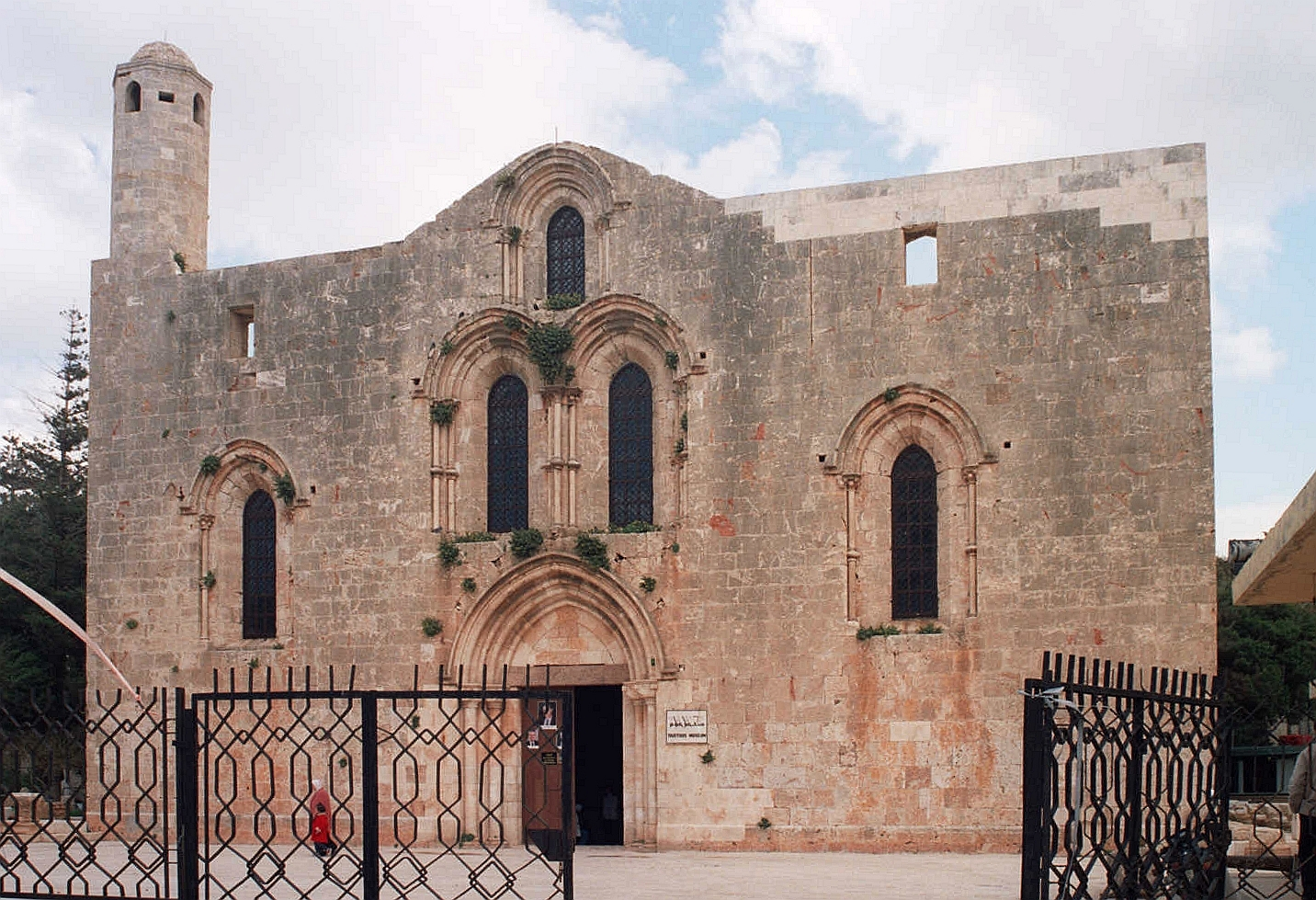
Die Kathedrale Notre-Dame de Tortosa

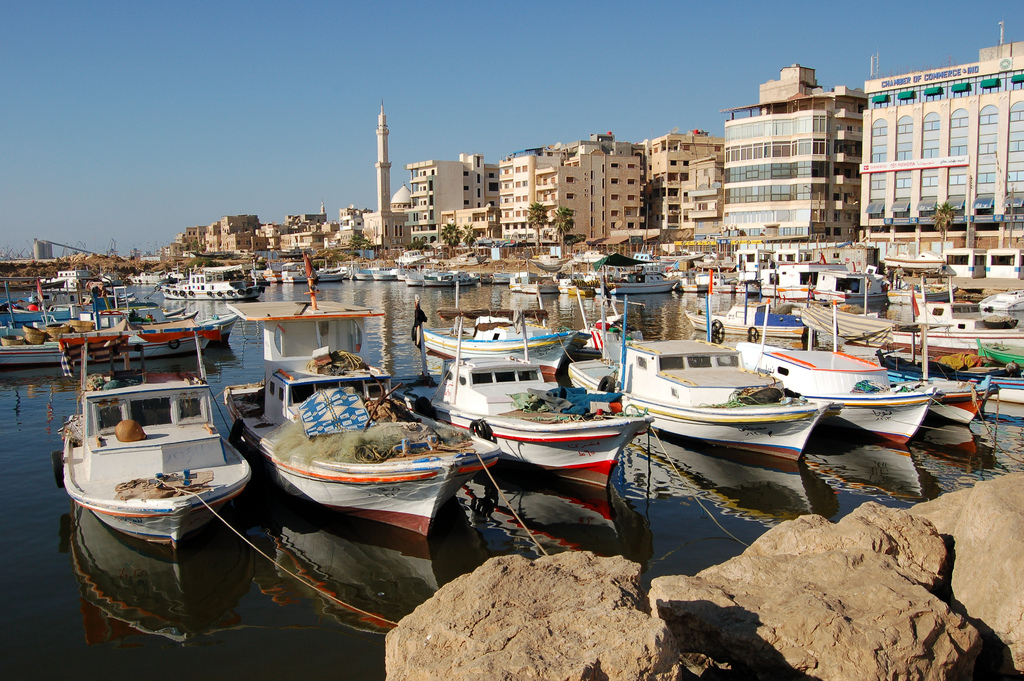
Boote im Hafen

Tartus (arabisch طرطوس, DMG Ṭarṭūs), auch Tartous, in römischer Zeit Antaradus, zur Zeit der Kreuzfahrer Tartosa oder Tortosa; ist eine Stadt an der Mittelmeer-Küste in Syrien und Hauptstadt des gleichnamigen Gouvernements.
Die Einwohnerzahl wurde für 2010 mit 97.557 berechnet.

## Lage
Tartus ist nach Latakia die zweitgrößte Hafenstadt des Landes. Sie liegt gegenüber der Insel Arwad, etwa 90 Kilometer südlich von Latakia und 65 Kilometer nördlich von Tripoli. Der kleine Fischerhafen liegt im Stadtgebiet, der größere Haupthafen einen Kilometer nördlich in El Mina. Hier befindet sich auch die Marinebasis Tartus, von der ein Teil seit 1971 von der Sowjetunion bzw. dem Operativen Verband im Mittelmeer der russischen Kriegsmarine als ihr einziger Stützpunkt im Mittelmeer genutzt wurde.

## Geschichte
Auf der der Stadt vorgelagerten Insel Arwad und in der Umgebung der Stadt existieren Siedlungsspuren der Phönizier, die mindestens bis in das 1. Jahrtausend v. Chr. zurückreichen. Die Gründung der Stadt selbst wird den Kreuzfahrern zugeschrieben. 1102 bemächtigte sich Raimond de Saint Gilles, Graf von Toulouse, des Territoriums der Stadt. Um seine Eroberungen zu sichern, errichtete er eine Zitadelle. Die Stadt wurde eine eigenständige Lehensherrschaft innerhalb des vierten Kreuzfahrerstaates, der Grafschaft Tripolis.
Im Jahr 1152 wurde die Stadt von Emir Nur ad-Din erobert. Er verlor sie bereits 1155 an die Kreuzfahrer unter dem König von Jerusalem Balduin III. Dieser übergab die Stadt im Jahr 1157 an den Templerorden.
Der Templerorden baute die Stadt zu einer für damalige Verhältnisse gewaltigen Festung aus, die Sultan Saladin 1188 erfolglos belagerte. In der Folgezeit gewann Tartus für die Templer immer mehr an Bedeutung und war gegen Ende der Kreuzzugsära eine der wichtigsten Befestigungen des Ordens. Im August 1291 mussten die Templer die Festung als ihren letzten Stützpunkt in Syrien aufgeben.
Ein im Jahr 1300 begonnener Versuch des Templerordens, den Stützpunkt wiederherzustellen, scheiterte mangels weiterer Unterstützung im Jahr 1302 durch einen Gegenangriff der Mamelucken. Nach der Belagerung von Aruad im selben Jahr verschwand auch der letzte Außenposten der Kreuzfahrer an der Levanteküste.

## Sehenswürdigkeiten
- Die Kathedrale Notre-Dame de Tortosa ist eine der schönsten Kirchen aus der Kreuzfahrerzeit und teilweise im  romanischen, teilweise im gotischen Stil erbaut. Heute dient sie als Museum.
- Die Zitadelle von Tartus, die im späten 12. und frühen 13. Jahrhundert von Templern erbaut wurde, ist heute ein Wohnviertel. Zu erkennen sind noch Teile der Befestigung sowie die Turmbauten der Mauern.
- Die Insel Aruad ist etwa 3 Kilometer entfernt und ein beliebtes Ausflugsziel.